# Microrégion d'Adamantina
La microrégion d'Adamantina est l'une des trois microrégions qui subdivisent la mésorégion de Presidente Prudente de l'État de São Paulo au Brésil.
Elle comporte 14 municipalités qui regroupaient 150 269 habitants en 2006 pour une superficie totale de 3 659 km².

## Municipalités[1]
- Adamantina
- Flora Rica
- Flórida Paulista
- Inúbia Paulista
- Irapuru
- Lucélia
- Mariápolis
- Osvaldo Cruz
- Pacaembu
- Parapuã
- Pracinha
- Rinópolis
- Sagres
- Salmourão